# Bodilis
Bodilis (bretonisch Bodiliz) ist eine französische Gemeinde mit 1700 Einwohnern (Stand 1. Januar 2022) im Département Finistère. Sie gehört zum Gemeindeverband Communauté de communes du Pays de Landivisiau.

## Geografie
Die Gemeinde befindet sich im Nordwesten der Bretagne 14 Kilometer südlich der Atlantikküste. Morlaix liegt 22 Kilometer östlich, die Groß- und Hafenstadt Brest 30 Kilometer südwestlich und Paris etwa 480 Kilometer östlich (Angaben in Luftlinie).

## Verkehr
Bei Landivisiau gibt es Abfahrten an der Schnellstraße E 50 Brest-Rennes und einen Regionalbahnhof an den überwiegend parallel verlaufenden Bahnstrecke.
Der Bahnhof von Brest ist Endpunkt des TGV Atlantique nach Paris und der Flughafen Aéroport de Brest Bretagne nahe Brest ist der nächste Regionalflughafen. Der Militärflugplatz Landivisiau liegt teilweise auf dem Gebiet der Gemeinde.

## Sehenswürdigkeiten
Bodilis verfügt über einen sehenswerten Umfriedeten Pfarrbezirk.
- Kirche Notre-Dame (siehe auch: Baldachin Notre-Dame (Bodilis))

Siehe auch: Liste der Monuments historiques in Bodilis

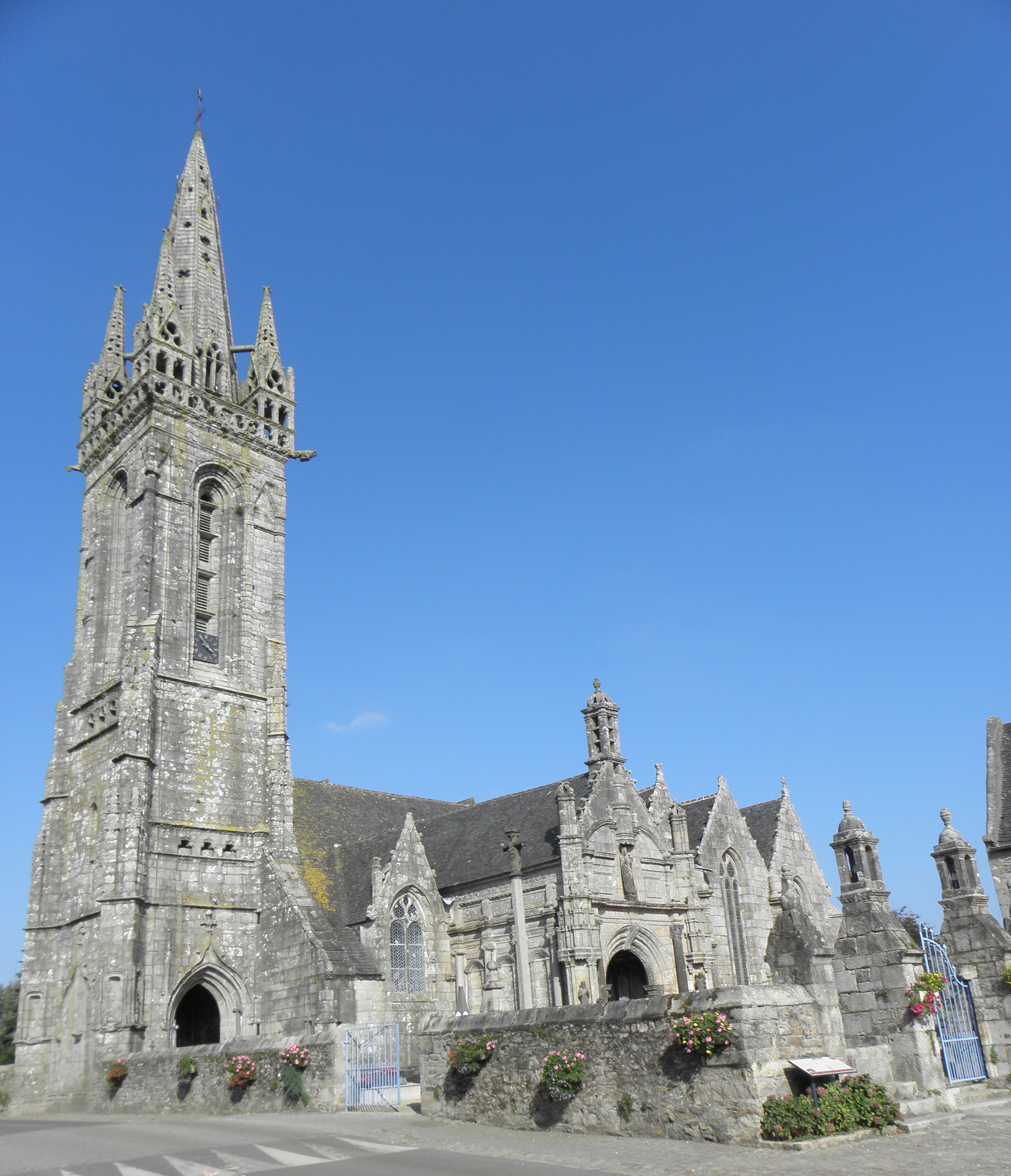
Kirche Notre-Dame